# Trithecanthera xiphostachya
Trithecanthera xiphostachya är en tvåhjärtbladig växtart som beskrevs av Van Tiegh.. Trithecanthera xiphostachya ingår i släktet Trithecanthera och familjen Loranthaceae. Inga underarter finns listade i Catalogue of Life.